# Meroux
Meroux – miejscowość i gmina we Francji, w regionie Burgundia-Franche-Comté, w departamencie Territoire de Belfort. W 2016 roku populacja ówczesnej gminy wynosiła 892 mieszkańców.
W dniu 1 stycznia 2019 roku z połączenia dwóch ówczesnych gmin – Meroux oraz Moval – powstała nowa gmina Meroux-Moval. Siedzibą gminy została miejscowość Meroux.